# Power to the People: The Hits
Power to the People The Hits ist das fünfte Best-of-Kompilationsalbum von John Lennon und das 19. postum erschienene Album nach Lennons Tod im Jahr 1980. Gleichzeitig ist es einschließlich der acht Solo-Studioalben, der drei Avantgarde-Alben mit seiner Frau Yoko Ono, der beiden Livealben, der beiden Interviewalben und der Kompilationsalben das insgesamt 31. Album John Lennons. Es wurde am 4. Oktober 2010 in Großbritannien und am 5. Oktober 2010 in den USA veröffentlicht.

## Entstehungsgeschichte
Im Oktober 2010 veröffentlichte EMI zum 70. Geburtstag von John Lennon ein Kompilationsalbum, es war nach Shaved Fish, The John Lennon Collection, Lennon Legend: The Very Best of John Lennon und Working Class Hero: The Definitive Lennon das fünfte Best-of-Kompilationsalbum von John Lennon.
Die CD enthält 14 Single-A-Seiten, die zwischen den Jahren 1969 und 1981 erschienen sind, sowie den Albumtitel Gimme Some Truth von Imagine. Abgesehen von Nobody Told Me enthält die CD sämtliche Top 20 Hits aus den Charts von Großbritannien und den USA.
Als Produzent wird lediglich Yoko Ono erwähnt, was wohl ausschließlich für die Produktion der CD gilt, da im Begleitfaltblatt für die Musik die jeweiligen Produzenten angegeben werden.
Sämtliche Titel stammen von den erneut remasterten Wiederveröffentlichungen, die im Oktober 2010 erschienen sind.
Zeitgleich erschien Power to the People The Hits auch als Version mit einer zusätzlichen DVD, die die 15 Lieder der CD als Musikvideos enthält. Die Musikvideos, außer Gimme Some Truth wurden von der Videokollektion Lennon Legend: The Very Best of John Lennon entnommen. Weiterhin lag dieser Sonderedition eine Karte mit der Bezeichnung „Online“ bei, die einen Registrierungscode für die Internetseite John Lennon Universe enthält. Der CD liegt ein Faltblatt bei.
Eine Veröffentlichung im LP-Format erfolgte nicht.

## Covergestaltung
Die Covergestaltung erfolgte von Karla Merrifield und Peacock. Das Coverbild stammt von Bob Gruen.
Die beiden Versionen der CD-Ausgaben haben verschiedene Cover, während die CD-Version als Hintergrund noch einen blauen Himmel mit Wolken hat, ist der Hintergrund der Edition mit der zusätzlichen DVD lediglich weiß.

## Titelliste
1. Power to the People – 3:17
2. Gimme Some Truth – 3:16
3. Woman – 3:26
4. Instant Karma! – 3:20
5. Whatever Gets You thru the Night – 3:19
6. Cold Turkey – 5:01
7. Jealous Guy – 4:14
8. #9 Dream – 4:46
9. (Just Like) Starting Over – 3:55
10. Mind Games – 4:11
11. Watching the Wheels – 3:31
12. Stand By Me (Jerry Leiber, Mike Stoller & Ben E. King) – 3:26
13. Imagine – 3:02
14. Happy Xmas (War Is Over) (John Lennon/Yoko Ono) – 3:33
15. Give Peace a Chance – 4:52

## Kommerzieller Erfolg

### Chartplatzierungen
| ChartsChartplatzierungen       | Höchstplatzierung | Wochen |
| ------------------------------ | ----------------- | ------ |
| Deutschland (GfK)              | 33 (4 Wo.)        | 4      |
| Österreich (Ö3)                | 16 (4 Wo.)        | 4      |
| Schweiz (IFPI)                 | 25 (7 Wo.)        | 7      |
| Vereinigte Staaten (Billboard) | 24 (11 Wo.)       | 11     |
| Vereinigtes Königreich (OCC)   | 15 (4 Wo.)        | 4      |

### Auszeichnungen für Musikverkäufe
| Land/Region                  | Auszeichnungen für Musikverkäufe (Land/Region, Auszeichnung, Verkäufe) | Verkäufe |
| ---------------------------- | ---------------------------------------------------------------------- | -------- |
| Dänemark (IFPI)              | Gold                                                                   | 15.000   |
| Italien (FIMI)               | Gold                                                                   | 25.000   |
| Neuseeland (RMNZ)            | Gold                                                                   | 7.500    |
| Vereinigtes Königreich (BPI) | Silber                                                                 | 60.000   |
| Insgesamt                    | 1× Silber · 5× Gold ·                                                  | 107.500  |

Hauptartikel: John Lennon/Auszeichnungen für Musikverkäufe